# James Dens Maia da Silva
James Dens Maia da Silva (* 14. srpna 1986, Curitiba, Brazílie) je bývalý brazilský fotbalový záložník či obránce.

## Klubová kariéra
Na jaře 2009 přišel do Slavie z brazilského klubu Malucelli. Do konce sezony však neodehrál ani jeden zápas a v létě byl dokonce přeřazen do B-týmu. Příliš šancí nedostal ani na podzim 2009 a tak více příležitostí dostal až na jaře 2010 při příchodu trenéra Františka Cipra. Podával dobré výkony, v létě toho roku se však k týmu vrátil trenér Karel Jarolím, pod kterým před tím Dens nedostával šance a tak se již nevrátil z dovolené v Brazílii, na které byl a byl z kádru vyřazen. V létě 2010 přestoupil do chorvatského NK Záhřeb. V létě 2011 odešel zadarmo do kádru chorvatského vicemistra Hajduku Split. V létě 2012 pak chorvatskou ligu opustil a odešel na Kypr do prvoligového celku Alki Larnaka.
V sezoně 2008/09 získal se Slavií mistrovský titul.